# 任尚碑
任尚碑，也被称为汉平戎碑、汉永元五年碑，是于中华人民共和国新疆维吾尔自治区哈密市巴里坤哈萨克自治县被发现的东汉碑刻。任尚碑可能是任尚征讨并斩杀了於除鞬后，南还伊吾（今新疆哈密）后于永元五年（公元93年）所立的纪功碑。任尚碑现藏于巴里坤哈萨克自治县文物局陈列室。任尚碑是截止2019年，发现最早的汉代西域纪功碑。2023年，被列入《第一批古代名碑名刻文物名录》。

## 任尚碑的发现
任尚碑被发现于中华人民共和国新疆维吾尔自治区哈密市巴里坤哈萨克自治县的巴里坤草原东部的伊吾军马场场部所在地，松树塘。1981年，李遇春、马雍等人对该碑开始进行研究。不过关于任尚碑被发现的时间记载有所不一，第一种主要观点认为早在1957年8月，新疆维吾尔自治区文管会在松树塘普查文物的时候，便已经对此碑进行过文字记录，并称此碑时代为“永和二年”。到了1981年春，文管会对文物进行复查时，该碑已经被保存在了巴里坤县文教局。而另一种说法则认为，在1980年4月，一名伊吾军马场的老师在松树塘发现了该碑，并向巴里坤县委宣传部报告了此事。后由县文化馆和外办将该碑运回。而学术界普遍认可的马雍之说认为任尚碑的发现年代不详。

## 碑文与现状
任尚碑是一块不规则的青石，任尚碑高140厘米，碑宽60厘米左右，碑厚约42厘米，刻字部分高约110厘米，宽37厘米。任尚碑碑面虽然经过打磨，但依然十分粗糙，字迹已然漫漶不清，大部分字已无法辨认。碑文行款并不齐整，加之石碑中部有一道纵向的裂纹，导致上下文更加难以衔接。碑文大致可分为五行，每行超过十个字，均由接近楷书的隶书雕写而成，字形大小不一，风格与拜城的《汉龟兹左将军刘平国作亭诵》相近。因能辨识的字极少，碑文大意已无法得知，不过因为碑文中的纪年和人名恰好保留了下来，成为研究此石碑的重要线索和依据。现学术界普遍认为可辨识的字有：第一行首六个字为“惟汉永元五年”，第二行首三字为“平任尚”，第四行末尾之“海”字，第五行首一字为“至”，下段好像有“道□临物”几字。另外，任尚碑有两行四字的碑额，由篆体雕写而成，其内容为“汉平戎碑”。
关于任尚碑碑文内容曾产生过少许不同之声，李遇春曾根据拓片和照片推断出任尚碑年代为永元三年，而非永和二年。几乎同时，马雍通过现场考察，并结合史料将年代修订为永元五年（公元93年）。碑额内容曾被认为“平夷碑”，马雍等人则认为这其中的“夷”字为误认，与汉《孔宙碑》中的“戎”字类似，故称其为汉平戎碑，现学术界普遍认可马雍之说。

## 相关史料
窦宪在永元元年（公元89年）大破北匈奴并命班固勒铭燕然山后，从永元二年（公元90年）到五年（公元93年）又对北匈奴进行过四次战役。任尚史书上确有其人，任尚以司马之职参与了第三次对北匈奴作战，即永元三年（公元91年）耿夔破北单于于金微山的金微山之役。之后在永元四年（公元92年），任尚又以中郎将之职，持节卫护匈奴的首领於除鞬。到了永元五年（公元93年），於除鞬反叛，任尚协同王辅追击并斩杀了叛逃的於除鞬。此次战役，为蒲类海至伊吾一带带来了一度时间的安宁。此碑立于永元五年（公元93年），故此碑可能是任尚征讨并斩杀了於除鞬后，向南返回伊吾后所立的纪功碑。